# Bataille de Shimonoseki
La bataille navale de Shimonoseki (下関海戦, Shimonoseki Kaisen) est un combat livré le 16 juillet 1863 par le navire de guerre américain USS Wyoming, contre la flotte du daimyō Mōri Takachika du clan Chōshū basé à Shimonoseki, au Japon. C'est le prélude aux sévères bombardements de Shimonoseki par une flotte occidentale en septembre 1864. Cet événement s'inscrit dans la période troublée de la fin du shogunat Tokugawa (1854-1868), et dans celle de la difficile ouverture du Japon au monde extérieur.

## L'expulsion des étrangers et le clan Chōshū
En 1863, l'empereur japonais Kōmei, mécontent de l'ouverture du Japon vers l'ouest, commence à jouer un rôle actif dans les affaires du pays et promulgue le 5 juin 1863 un ordre d'expulsion des barbares (攘夷実行の勅命). Le clan Chōshū de Shimonoseki, dirigé par le seigneur Mori Takachika, obéit à cet ordre et prend des mesures pour expulser tous les étrangers à partir du 25 juin, la date limite fixée par le décret impérial. Défiant ouvertement le shogunat, Takachika ordonne à ses troupes de tirer sans sommation sur tous les navires étrangers traversant le détroit de Shimonoseki.
Si le clan Chōshū dispose surtout d'antiques canons tirant des boulets, il a aussi de l'armement modernes tels que cinq canons de 8 pouces Dahlgren qui ont été introduits au Japon par les États-Unis ainsi que trois navires de guerre de construction britanniques : la barque Daniel Webster (six canons), le brick Lanrick (Kosei, huit ou dix canons, vendu pour 25 000 dollars), et le vapeur Lancefield (Koshin, deux ou quatre canons, vendu par les Britanniques pour 125 000 dollars).

## Attaque des navires étrangers

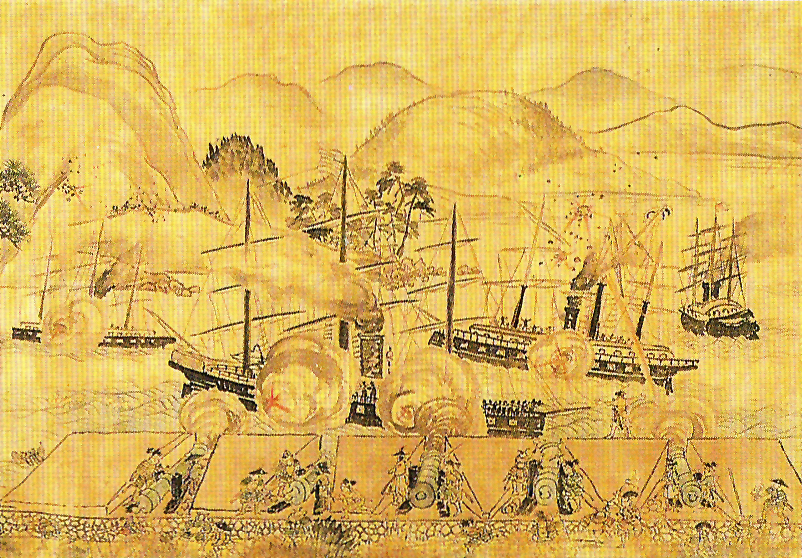
Les troupes féodales tirant sur les navires étrangers à Shimonoseki, peinture japonaise de 1863.

La première attaque a lieu le 25 juin 1863. Le navire marchand à vapeur américain Pembroke, commandé par le capitaine Simon Cooper, est à l'ancre à l'extérieur du détroit de Shimonoseki lorsqu'il est intercepté et bombardé par deux bâtiments de construction occidentale qui arbore traîtreusement le pavillon shogunal. L'équipage de l'un des navires agresseurs hurle aux Américains sidérés « révérons l'empereur et chassons les étrangers » ("尊皇攘夷", Sonnō jōi). Le Pembroke parvient à se dégager et s'échappe vers le détroit de Bungo tout proche, n'ayant à déplorer par miracle, que quelques dommages superficiels et aucune perte humaine. Arrivé à Shanghai en Chine, Cooper rédige un rapport sur l'agression et le transmet au consulat américain de Yokohama.
Le lendemain, c'est au tour du vapeur français Kienchang d'être attaqué, presque au même endroit, mais cette fois par des batteries d'artillerie installées sur les collines entourant Shimonoseki. Avarié, le Kienchang parvient à s'enfuir, avec un blessé à bord.

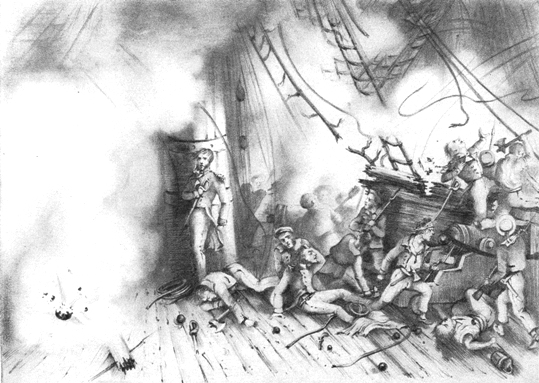
Attaque du navire français Kienchang.

Le 11 juillet, en dépit des mises en garde des marins du Kienchang, avec lequel il a été en contact quelques jours plus tôt, le navire de guerre néerlandais Medusa (16 canons), s'aventure à son tour dans le détroit de Shimonoseki. Son commandant, le capitaine François de Casembroot a la conviction que Mori Takachika n'osera pas s'en prendre à son bâtiment, compte tenu de sa puissance et de l'ancienneté des relations existant entre les Pays-Bas et le Japon. Son attente est cruellement déçue. La Medusa reçoit une trentaine d'obus et compte quatre marins tués et cinq autres blessés. De Casembroot fait ouvrir le feu et s'échappe à toute vitesse du guêpier dans lequel il s'est placé, inquiet pour la sauvegarde du consul général néerlandais qui est malencontreusement à bord.
En quelques semaines, le seigneur de la guerre japonais a réussi à faire tirer sur le pavillon de la plupart des nations avec lesquelles son pays a des relations diplomatiques.

## Les opérations

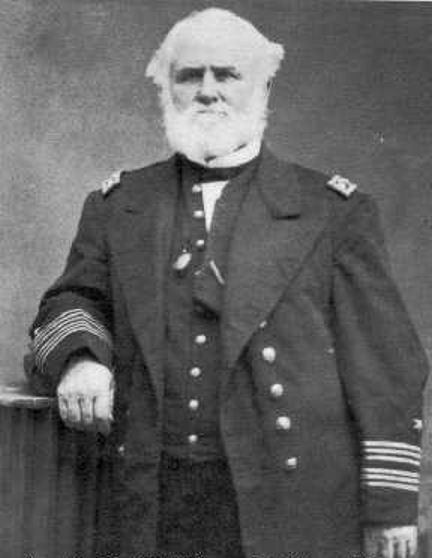
David McDougal, capitaine de lUSS Wyoming, photographié vers 1860.

Au matin du 14 juillet, sur instruction du ministre des États-Unis au Japon Robert H. Pruyn qui souhaite donner une réponse énergique à l'incident du Pembroke, la frégate américaine USS Wyoming, d'un déplacement de 1 480 t, d'une longueur de 60,5 m et ayant un équipage d'environ 200 hommes, sous les ordres du capitaine David McDougal, cingle vers le détroit fatidique pour engager la flotte du seigneur Mori Takachika, de construction moderne mais très mal manœuvrée, ses équipages ayant une instruction et un entraînement insuffisants.
McDougal donne l'ordre de partir à 4 heures 45 et un quart d'heure plus tard, le Wyoming appareille en direction du détroit. Après une croisière de deux jours, il arrive au large de l'île de Himeshima au soir du 15 et jette l'ancre au sud de cette île.
Le lendemain à cinq heures, le Wyoming lève l'ancre et se dirige vers le détroit de Shimonoseki. Le branle-bas est lancé à neuf heures et les canons sur pivot chargés avec des obus. À 10 heures 45, le navire entre dans le détroit. Bientôt, trois fortes détonations retentissent du rivage, alertant les batteries et les vaisseaux du daimyō Mori de l'arrivée du Wyoming.

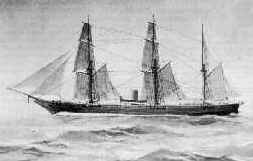
Le USS Wyoming.

À 11 heures 15 environ, le Wyoming, qui a essuyé le feu des batteries terrestres, hisse ses couleurs et riposte avec ses deux canons sur pivot de 11 pouces à chargement par la bouche Dahlgren. Négligeant momentanément les batteries, McDougal dirige sa frégate vers une barque, un brick et un vapeur au mouillage, au large de la ville de Shimonoseki. Du rivage, quatre batteries ont pris le navire américain pour cible. Le Wyoming réplique aux artilleurs japonais « aussi vite qu'il est possible de charger des canons » (un coup toutes les 8 à 10 minutes) tandis que des obus passent au travers de son gréement.
Le Wyoming se glisse entre la barque et le brick, qui sont à tribord, et le vapeur qui est du côté du port, la distance le séparant des navires adverses étant celle de la portée d'un pistolet. Un tir provenant de la barque ou du brick atteint l'un des canons avant de la frégate, tuant deux hommes et en blessant quatre autres. Un éclat de shrapnel frappe mortellement un marine.
Le navire américain, environné d'ennemis, s'immobilise soudainement, son tirant d'eau étant sans doute trop important pour les fonds que son commandant ne connaît pas et qui ne sont pas cartographiés. Au même moment, le vapeur japonais a rompu ses amarres et fonce droit sur le Wyoming, probablement pour tenter un abordage. La frégate réussit à se dégager et déchaîne son canon Dahlgren de 11 pouces contre le navire adverse. Les obus perforent sa coque et deux tirs particulièrement bien ajustés font exploser sa chaudière. Le vapeur coule tandis que son équipage l'abandonne.
Le Wyoming attaque alors les deux autres bâtiments, les criblant d'obus. Plusieurs projectiles passent au-dessus des navires japonais et tombent sur la ville. Dans le rapport sur la bataille qu'il remet le 23 juillet à Gideon Welles, secrétaire à la marine aux États-Unis, le commodore McDougal écrit : « la sanction infligée gravée dans sa mémoire (du daimyō) lui apprendra, je crois, une leçon qu'il ne sera pas prêt d'oublier ».

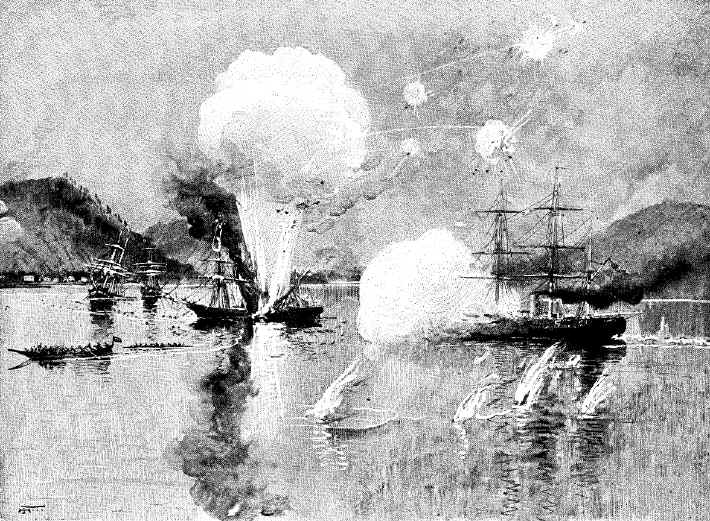
Le Wyoming coulant le vapeur Lancefield (Kosei).

La bataille a duré près de deux heures. Quarante marins japonais sont tués dans l'affrontement. Cependant, nonobstant leur infériorité technique et manœuvrière, les navires japonais se sont défendus valeureusement. La frégate américaine est atteinte à onze reprises et a subi d'importantes avaries. Parmi l'équipage, il y a quatre tués et sept blessés (dont l'un succombera ultérieurement). Les combats terminés, le Wyoming retourne à Yokohama.
Le vapeur japonais coulé par le Wyoming est renfloué en 1864 par le clan Chōshū et affecté au port de Hagi.

## Conséquences

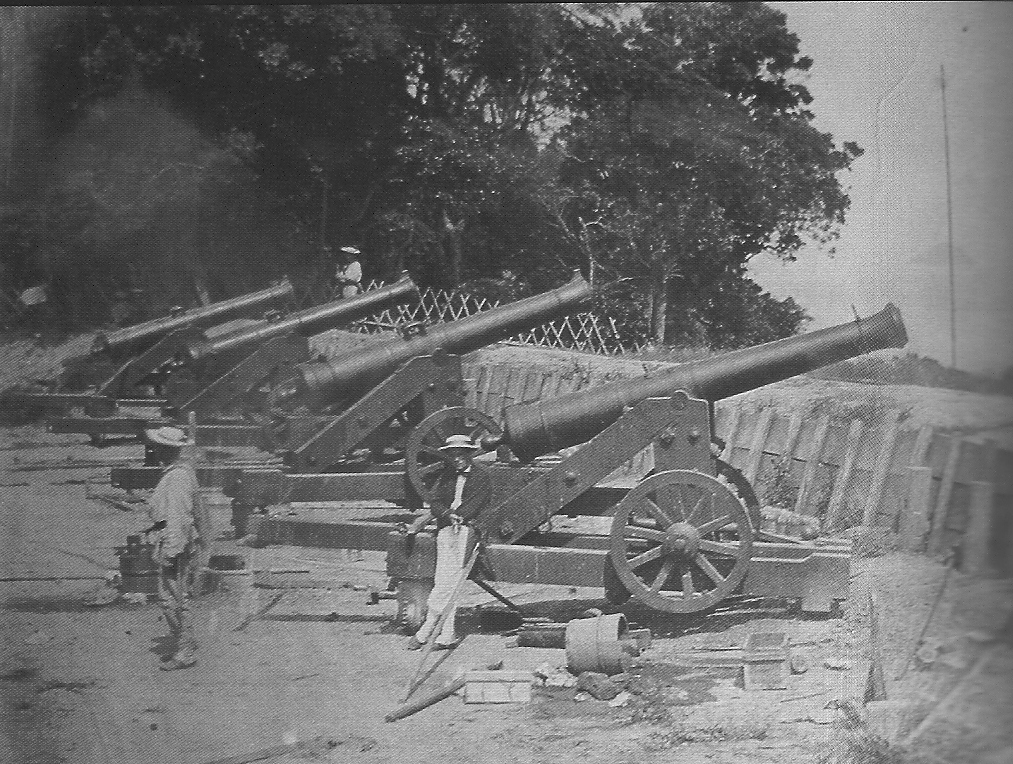
Canons japonais pris par les Français à Shimonoseki.

Le Wyoming est le premier navire de guerre étranger à prendre l'offensive pour faire respecter des traités au Japon. Cependant les résultats stratégiques de l'opération sont maigres car en dépit de sa défaite, le clan Chōshū continue son action contre le trafic maritime étranger. Les batteries terrestres sont intactes et le bombardement des vaisseaux occidentaux se poursuit.

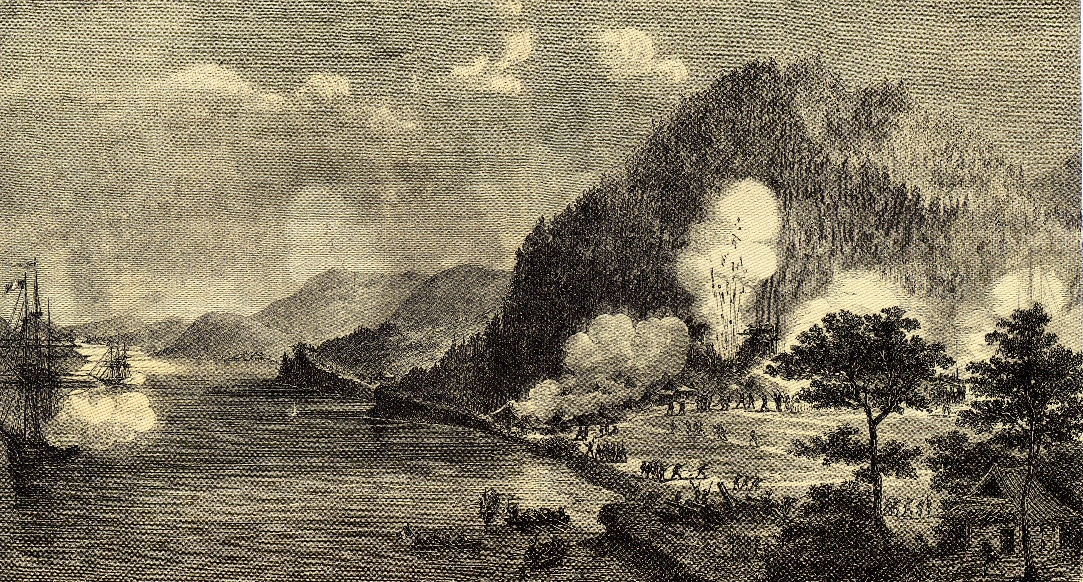
Le Tancrède et le à Shimonoseki. « Le Monde illustré », 10 octobre 1863.

À peine deux semaines plus tard, c'est au tour des navires de la marine française d'attaquer les forces du daimyō. Le Tancrède et le Dupleix débarquent 250 hommes, sous le commandement du capitaine Benjamin Jaurès, qui détruisent une petite ville et anéantissent une batterie d'artillerie
Le 14 août 1863, à la suite de l'incident de Namamugi, les Britanniques se lancent eux aussi dans la bataille. Une escadre commandée par le vice-amiral Sir Augustus Kuper bombarde la ville de Kagoshima appartenant au clan Satsuma, incendie la ville et coule trois vapeurs, au prix de 11 tués et 52 blessés
Il faudra une nouvelle expédition, menée cette fois par une puissante escadre composée de bâtiments de plusieurs nationalités qui bombardent sévèrement Shimonoseki en 1864 pour triompher de la résistance du daimyō.

## Sources
- (en) Cet article est partiellement ou en totalité issu de l’article de Wikipédia en anglais intitulé « Battle of Shimonoseki Straits » (voir la liste des auteurs).